# Copypasten
Copypasten, ook wel geschreven als copy-pasten of copy/pasten is een pejoratieve aanduiding voor het maken van een product door "knippen en plakken". Het wil zeggen dat teksten uit verschillende bronnen verzameld worden en klakkeloos samengevoegd worden tot een compilatie. Door op deze manier bijvoorbeeld een boek te schrijven, is er weinig creativiteit, geen origineel onderzoek en er ontstaan dan ook geen nieuwe inzichten.
De oorspronkelijke Engelstalige aanduiding is in 2019 in het Nederlands opgenomen. In 2014 was de term nog kandidaat voor het Anglicisme van het Jaar. Het woord werd in 2006 al gebruikt in een artikel in de Volkskrant over mode.
Hoewel de woorden "knippen en plakken" (het gebruiken van bepaalde toetsencombinaties) in het tijdperk van veelvuldig computergebruik geassocieerd worden met de computer als gebruikersinterface, werd de term in het Angelsaksische taalgebied al eerder gebruikt. De termen knippen en plakken refereren dan ook aan het gebruik van een schaar en lijm.